# La Java
La Java es un night club parisino del barrio de Belleville, situado en el 105 de la rue du Faubourg du Temple en el X Distrito de París, en el sótano de la galería comercial « le Palais du commerce ».

## Historia
Creado en 1923, la sala era en la época uno de los dancing clubs más renombrados de la capital francesa. En ella se han presentado artistas tales como Django Reinhardt, Jean Gabin, Fréhel, y Maurice Chevalier y Édith Piaf cuando ambos eran en ese entonces poco conocidos. Tras haberse especializado en los ritmos latinos, La Java se orientó hacia la música electrónica. La sala atrae un público bastante heteróclito - que varía según la velada musical propuesta - aunque mayoritariamente joven. 